# Slavko Špan
Slavko (Vekoslav) Špan, slovenski atlet, * 25. maj 1938, Ljubljana, † 12. junij 2021, Ljubljana.
Špan je za Jugoslavijo nastopil na Poletnih olimpijskih igrah 1964 v Tokiu, kjer je nastopil v teku na 3000 m z zaprekami. V prvi kvalifikacijski skupini je osvojil šesto mesto in se ni uvrstil v nadaljevanje tekmovanja.